# Vale de Edale
O vale de Edale é o vale superior do rio Noe, no distrito de Peak em Derbyshire, na Inglaterra. É rodeado por colinas por todos os lados. A vila de Edale fica no meio do vale. O vale é um paraíso para os caminhantes e faz parte da rota do Pennine Way, uma trilha nacional que chega até a Escócia.
O clima costeiro predomina na região. A temperatura média anual é de 6 °C. O mês mais quente é julho, com uma temperatura média de 14 °C, e o mais frio é janeiro, com −2 °C.